# Leona Helmsley
Leona Mindy Roberts Helmsley (Marbletown, 4 luglio 1920 – Greenwich, 20 agosto 2007) è stata un'imprenditrice statunitense, multimiliardaria del settore immobiliare e alberghiero. Oltre alla sua enorme ricchezza valutata in circa 5 miliardi di dollari deve la sua notorietà al fatto di essere stata coinvolta in un caso di evasione fiscale nel 1989 che si concluse con la sua condanna. In quella occasione venne soprannominata dalla stampa "The Queen of Mean" (La regina del male) a causa di diversi suoi atteggiamenti che hanno destato non poche controversie.

## Biografia

### Primi anni
Nacque col nome di Lena Mindy Rosenthal a Marbletown, in una famiglia di immigrati polacchi ebrei. Suo padre era un fabbricante di cappelli. La sua famiglia si spostò a Brooklyn quando lei era ancora una ragazza e negli anni seguenti traslocarono sei volte prima di stabilirsi definitivamente a Manhattan.
Abbandonò le scuole superiori per andare in cerca di fortuna e in breve tempo cambiò diverse volte il proprio nome, tra le varianti utilizzate Lee Roberts, Mindy Roberts e Leni Roberts; alla fine scelse di mantenere il nome Leona Mindy Roberts e, dopo aver usato per diverso tempo questo nome, scelse di cambiare legalmente le proprie generalità. Fin dagli anni giovanili fu un'accanita fumatrice, consumando diverse decine di sigarette ogni giorno.
Negli anni seguenti la Helmsley affermerà di aver lavorato come modella durante questo periodo e di essere comparsa su alcuni cartelloni pubblicitari per conto della Chesterfield, tuttavia questa affermazione non ha trovato nessun riscontro nella realtà. Nel 1938 a soli 18 anni si sposa con l'avvocato Leo Panzirer; la coppia avrà un figlio di nome Jay (1941-1982) che a sua volta avrà quattro figli. Leona e Panzirer divorzieranno nel 1952.

### La carriera imprenditoriale
In seguito al divorzio da Panzirer, Leona si sposa per due volte (e per due volte divorzia) con Joseph Lubin, dirigente di un'industria di abbigliamento. Dopo aver lavorato per un breve periodo nella fabbrica di vestiti, Leona utilizzò i fondi del marito per entrare in una società immobiliare di New York, diventandone vicepresidente. Nel 1968 Leona si occupava di amministrazione condominiale; in questo anno incontrò per la prima volta Harry Helmsley, grande magnate del settore immobiliare, intrecciando subito una relazione con lui. Nel 1970, già molto ricca, lasciò la sua vecchia società per entrare a far parte della società immobiliare di Helmsley come vicepresidente. Helmsley divorzierà dalla moglie - dopo 33 anni di matrimonio - e l'8 aprile 1972 sposerà Leona.
Questo matrimonio salverà Leona dal disastro finanziario: infatti verso la fine del 1971 fu chiamata in causa da molti suoi inquilini che l'accusavano di intimidazione. Leona perse la causa e fu costretta a risarcire le vittime, inoltre dovette concedere loro l'uso gratuito per tre anni degli appartamenti e la sua licenza di agente immobiliare fu sospesa. Leona non se ne preoccupò troppo perché ora poteva concentrarsi nell'amministrazione del sempre crescente impero alberghiero del marito. Harry e Leona Helmsley cominciarono a ricostruire i loro appartamenti rendendoli molto più lussuosi e facendone crescere il valore. Inoltre iniziarono a costruire edifici di lusso come Helmsley Palace e in breve si ritrovarono a possedere un impero immobiliare e alberghiero con possedimenti in diversi Stati tra New York e la Florida. In questo periodo la sua popolarità crebbe continuamente, e contemporaneamente cominciarono a diffondersi sempre di più le indiscrezioni sui suoi atteggiamenti nella vita privata.

### Evasione fiscale
Nel 1983 gli Helmsley comprarono una tenuta di 21 stanze Greenwich, nel Connecticut, da usare come luogo in cui ritirarsi nei weekend. L'acquisto costò 11 milioni di dollari e gli Helmsley contattarono subito il loro ingegnere Jeremiah McCarthy per apportare migliorie alla villa. McCarthy affermò che Leona pretendeva continuamente che lui firmasse fatture false: secondo il libro di Ransdell Peirson The Queen of Mean, quando McCarthy rifiutò lei lo minacciò affermando "You're not my f***ing partner you'll sign what I tell you to sign" ("Tu non sei un mio fottuto socio, tu devi firmare ogni volta che io ti dico di firmare". Il progetto di restauro costò 8 milioni di dollari, ma gli Helmsley non pagarono subito. Alcuni degli appaltatori dei lavori furono costretti a ricorrere alle vie legali per avere i loro soldi e alla fine vinsero la causa ottenendo il dovuto.
Tuttavia durante il procedimento, nel 1985, alcuni appaltatori rivelarono che erano stati costretti da Leona a intestare illegalmente le fatture alle aziende di famiglia, in modo da far figurare le spese nei conti degli alberghi e permettere agli Helmsley di usufrire illegalmente di diversi sgravi fiscali. Nel 1988 il procuratore distrettuale Rudy Giuliani mise sotto processo gli Helmsley e due loro associati per diverse irregolarità fiscali. Il processo fu rinviato e iniziò solo nell'estate del 1989 a causa dei continui ricorsi di Leona e dello stato di salute del marito. Harry Helmsley soffrì di un ictus e in seguito venne dichiarato incapace di intendere e di volere e pertanto non venne sottoposto a processo, mentre Leona dovette affrontare l'intero iter giudiziario. Durante il processo emersero diversi comportamenti della vita privata di Leona che portarono la stampa ad assegnarle quello pseudonimo con cui ancora oggi è ricordata. In aula diversi testimoni affermarono di essere stati costretti da Leona Helmsley a commettere irregolarità dietro minacce di licenziamento; inoltre venne chiamata a testimoniare Elizabeth Baum, un'ex cameriera di casa Helmsley, che durante il suo intervento disse:
(Elizabeth Baum, ottobre 1983)
Il 30 agosto Leona Helmsley venne condannata a 16 anni di carcere; tuttavia, in seguito la pena venne consistentemente ridotta perché i capi d'accusa più gravi vennero meno in seguito al ricorso.

### Dopo la prigione e morte
Leona Helmsley rimase 18 mesi in una prigione federale. In seguito all'uscita dal carcere condusse una vita molto isolata, soprattutto dopo la morte del marito nel 1997 che la nominò erede di tutta la propria fortuna (stimata in oltre 5 miliardi di dollari). Negli ultimi anni la Helmsley abiterà in un lussuosissimo attico al Park Lane hotel, con vista su Central Park. Nonostante la reputazione di "regina del male" la Helmsley, forse segnata dalla prigionia, divenne generosa negli ultimi giorni di vita, occupandosi di diverse opere caritatevoli e arrivando a donare 5 milioni di dollari ai familiari dei vigili del fuoco rimasti vittime degli attentati dell'11 settembre 2001 e 25 milioni al New York's Presbyterian Hospital per la ricerca medica. Nel 2002 venne nuovamente chiamata in causa da Charles Bell, un ex dipendente licenziato a causa della sua omosessualità: Leona fu riconosciuta colpevole e dovette pagare 11200000 $ di danni. In seguito il giudice ridusse il risarcimento a 554000 $. È morta per insufficienza cardiaca il 20 agosto 2007 all'età di 87 anni.

## La "Regina del male"
Nonostante la grande ricchezza (valutata negli anni ottanta oltre un miliardo di dollari e circa 5 miliardi al momento del decesso), Leona si guadagnò questo celebre appellativo a causa del fatto di non esitare a chiedere e ottenere sconti su qualsiasi cosa; inoltre in più occasioni non pagava i fornitori dei suoi costosissimi vizi. Tutti coloro che la conoscevano erano da sempre a conoscenza del fatto che amava mostrare a tutti la propria opulenza indossando vestiti e gioielli costosi, ma nessuno - eccetto i suoi dipendenti - conosceva i suoi atteggiamenti privati. Alcuni tra i subordinati della Helmsley rivelarono che in privato era un principale estremamente esigente, tirannico e dispotico. Alcune ex cameriere della Helmsley raccontarono di essere state licenziate in tronco a causa di minuscoli errori o imprecisioni nel loro lavoro, raccontarono anche di essere state ripetutamente insultate e umiliate durante il periodo in cui erano in servizio.
Alcuni credettero a queste dichiarazioni, altri pensarono che fossero solo tentativi di ex dipendenti infuriati di calunniare il loro ex capo. Questi ultimi dovettero ricredersi nel 1982, quando l'unico figlio di Leona, Jay, morì per attacco cardiaco lasciando la moglie Mimi e quattro figli: la casa in cui viveva la famiglia di Jay era ovviamente di proprietà di Leona che non esitò a riappropriarsene sfrattando la vedova del figlio. Nel 1991 venne girata una miniserie televisiva biografica su Leona dal titolo: Leona Helmsley: The Queen of Mean. Nel ruolo della protagonista fu chiamata Suzanne Pleshette che per questa interpretazione ricevette anche una nomination al Golden Globe per la miglior attrice in una mini-serie o film per la televisione.